# Grenier à sel de Surjoux
Le grenier à sel de Surjoux est un grenier public situé à Surjoux, en France.

## Localisation
Le grenier public est situé dans le département français de l'Ain, sur la commune de Surjoux-Lhopital. Attention visite  interdite  propriété privée risque  d'effondrement site très dangereux

## Historique
L'édifice est inscrit au titre des monuments historiques en 2007.